# Aulo Atilio Serrano
Aulo Atilio Serrano (in latino Aulus Atilius Serranus; fl. II secolo a.C.) è stato un politico romano del II secolo a.C. appartenente alla gens Atilia.

## Biografia
Era figlio di Caio Atilio Serrano. Fu eletto pretore nel 192 a.C. e gli fu assegnata come provincia la Macedonia. Gli venne anche affidato il comando della flotta che mantenne anche l'anno successivo in cui, essendo stata dichiarata la guerra contro Antioco catturò una vasta flotta seleucida che trasportava rifornimenti per Antioco e la portò al Pireo.
Fu eletto pretore una seconda volta nel 173 a.C. ottenendo una pretura urbana.
Nel 171 a.C. fu inviato insieme a Quinto Marcio Filippo come ambasciatore in Grecia per cercare di limitare l'influenza ed i progetti di Perseo di Macedonia.
Nel 170 a.C. fu eletto console insieme ad Aulo Ostilio Mancino.